# Milo på Mars
Milo på Mars (originaltitel Mars Needs Moms) er en amerikansk animeret film fra 2011 af science fiction og eventyrgenrer, instrueret af Simon Wells, med et manuskript af ham og Sandy Wells baseret på børnebogen med samme navn af Berkeley Breathed.

## Medvirkende
| Rolle        | Engelsk           | Dansk                    |
| ------------ | ----------------- | ------------------------ |
| Milo         | Seth Green        | Jakob Elmark-Nandfred    |
| Mor til Milo | Joan Cusack       | Sofie Gråbøl             |
| Gribble      | Dan Fogler        | Jacob Lohmann            |
| Ki           | Elisabeth Harnois | Karoline Munksnæs Hansen |
| Far til Milo | Tom Everett Scott | Olaf Heine Johannessen   |
| Two-Cat      | Dee Bradley Baker |                          |